# The Original Gallo del país
The original gallo del país (estilizado como O.G El Mixtape) es el primer mixtape del cantante puertorriqueño Tego Calderón, publicado el 19 de junio de 2012 a través de su sello discográfico Jiggiri Records. Cuenta con nueve canciones y colaboraciones inéditas con Arcángel y Kafu Banton.
Alcanzó la posición #3 en la lista Latin Rhythm Albums de Billboard y en la posición #64 de la lista de Top Latin Albums de Billboard. Además, el mixtape fue nominado en la XIII edición de los Premios Grammy Latinos como mejor álbum urbano.

## Lista de canciones
| N.º   | Título                                     | Duración |  |
| 1.    | «Cierren»                                  | 0:54     |  |
| 2.    | «Robin Hood»                               | 2:21     |  |
| 3.    | «Hablan de mí» (con Arcángel)              | 4:02     |  |
| 4.    | «Like We (Ay, Dios Mío)» (con Kafu Banton) | 3:35     |  |
| 5.    | «Sin usted que»                            | 2:11     |  |
| 6.    | «Suerte»                                   | 2:22     |  |
| 7.    | «Se ajuma»                                 | 4:01     |  |
| 8.    | «El sitio»                                 | 2:09     |  |
| 9.    | «Cosas que pasan»                          | 1:28     |  |
| 23:03 |                                            |          |  |

## Posicionamiento en listas
| Listas (2012)                        | Mejor posición |
| ------------------------------------ | -------------- |
| Estados Unidos (Latin Rhythm Albums) | 3              |
| Estados Unidos (Top Latin Albums)    | 64             |